# پی ریج (فلوریدا)
پی ریج، فلوریدا (انگلیسی: Pea Ridge, Florida) یک مکان سرشماری است (از سرشماری سال ۲۰۱۰) در سانتا رزا، فلوریدا، ایالات متحده واقع در شرق پیس و غرب بغداد و میلتون در بزرگراه ۹۰ ایالات متحده آمریکا.
پی ریج در ارتفاع ۱۴۸ فوتی۳۰°۳۵′۴۶″شمالی ۸۷°۰۷′۱۴″غربی / ۳۰٫۵۹۶۰۲۷°شمالی ۸۷٫۱۲۰۵۲۴۱°غربی (۴۵متری) واقع شده‌است.